# Cavaion Veronese
Cavaion Veronese é uma comuna italiana da região do Vêneto, província de Verona, com cerca de 4.165 habitantes. Estende-se por uma área de 12,85 km², tendo uma densidade populacional de 347 hab/km². Faz fronteira com Affi, Bardolino, Pastrengo, Rivoli Veronese, Sant'Ambrogio di Valpolicella.

## Demografia
| Variação demográfica do município entre 1861 e 2011                               |
|                                                                                   |
| Fonte: Istituto Nazionale di Statistica (ISTAT) - Elaboração gráfica da Wikipedia |